# Браун, Джон (врач)
Джон Браун (англ. Brown John; 1735 — 1788) — шотландский медик, натурфилософ, педагог и автор новаторской для своего времени медицинской системы „браунизм“, названной его именем.

## Биография
Родился 13 ноября 1735 года в шотландском графстве Бервик. Первоначальное обучение проходил у ткача. Затем перешёл в Латинскую школу в Дэнсе. После направился в Эдинбург изучать богословие, но вскоре, в 1759 году, он переключился на изучение медицины. Обучался у Уильяма Каллена в его открытой в Глазго медицинской школе. В 1779 году, по окончании курса наук, он читал лекции в университете Эдинбурга. В 1780 году в труде «Elementa medicinae» Браун изложил теорию, которая противостояла теории гуморальной патологии и рассматривала болезнь с точки зрения изменений в плотных частях тела. В этом сочинении Браун излагал свою новую медицинскую теорию, что и было причиной его ссоры со всеми преподавателями медицины в Эдинбурге; ссора эдинбургских профессоров и докторов с последователями Браун в 1782—83 годах дошла до того, что студентам было запрещено приводить в своих диссертациях цитаты из сочинений Брауна.
Употребление опиума совершенно подорвало здоровье Браун. Браун считал себя астеником, поэтому никогда не начинал чтение лекций, не приняв от 40 до 50 капель лауданума в стакане водки. Видимо, Браун был чрезмерно «ослаблен», если повторение приема этого средства ставил в зависимость от степени своей «астении». Он говорил, что ему приходится несколько раз в течение лекции подбадривать себя этим напитком. За долги он был посажен в тюрьму, но это не помешало ему писать статьи. Поселившись в 1786 году в Лондоне, он продолжал вести беспорядочную жизнь, так что даже лучшие его друзья отвернулись от него; умер он от удара, в Лондоне, 7 октября 1788 года.
Дурная слава, которой пользовался Браун в Англии, его вражда с Каленом, Монро, Дунканом и другими медиками своего времени, беспорядочность стиля и тяжелый латинский язык его первого сочинении — все это препятствовало распространению его системы, „броунизма“, между образованными английскими врачами. Теория эта имела больший успех в Италии, где работа Брауна была переведена Джованни Разори в 1792 году. Германию с ней ближе познакомил Вейкард (Weikard, Франкфурт, 1798), затем Маркус и Рошлауб; здесь она вызвала оживлённый интерес.

## Вклад в медицину
Система Брауна, замечательная своей простотой, основана на динамическом принципе. По Брауну, все жизненные явления находятся в зависимости от одной основной свойственной всем органическим телам способности — а именно, возбуждаемости; этой способностью реагировать на внешние раздражения органические тела отличаются от неорганических, и жизнь поддерживается только постоянным действием возбудителей (стимуляторов). Органическое равновесие зависит исключительно от степени возбуждения, которому тело подвержено. Как от усиленного, так и от ослабленного возбуждения возникают болезни, — в первом случае — стенические, во втором — астенические. Все болезненные состояния отличаются друг от друга степенью стении или астении и могут быть расположены по шкале из 80 делений. Нормальное состояние соответствует делениям 30—50° (40° — полное физическое благосостояние). Отсюда ясно, что терапия должна заключаться в ослаблении возбуждения в стенических и, наоборот, в усилении возбуждения в болезнях астенических. 
Лечение по Брауну, в соответствии с его поверхностными представлениями о причинах болезней, заключалось в использовании средств, снижающих или усиливающих возбудимость; для чего в первую очередь применялись наркотики.
Таким образом, приняв во внимание одни количественные изменения в организме и оставив в пренебрежении качественные, — Браун построил одностороннюю, произвольную и не обоснованную на точном научном опыте патолого-терапевтическую систему, в настоящее время позабытую; но лежащий в её основании динамический принцип, так же как вызванная этой системой горячая полемика, сильно подвинули вперед медицину в частности и биологическую науку вообще.

## Теория «Браунизма»
Джон Браун предложил теорию врачевания, которая привлекла внимание многих медиков своей простотой и чёткостью представления о причинах болезни.
Браун писал: «Каждое органическое существо вместе с жизнью получает известное количество возбуждающей силы. Возбуждаемость может увеличиваться или уменьшаться под влиянием внешних факторов, причем органами «возбудимости» являются нервы». Все многообразие болезней Браун сводил к двум основным страданиям — астении и стении. В этой системе болезнь понималась как следствие изменений раздражительности нервной и других тканей. Возникновение болезней обусловлено «снижением или повышением возбудимости нервных волокон или нервного раздражения».
Эта система до известной степени является прообразом позднейших идей нервизма, однако она примитивна и в научном отношении мало обоснованна.
Своей популярностью Браун обязан тому, что, когда в неразберихе множества разнообразных систем и методов врачи искали какую-либо путеводную нить. Им было введено удобное для практикующих врачей понятие. Все болезни делились на стенические и астенические, в предположении, что все болезни возникают или от переизбытка сил и возбудимости или от их нехватки.
В соответствии с этим стения требует уменьшения раздражения, а астения наоборот — увеличения.
Для уменьшения возбудимости Браун рекомендовал покой, холодную воду для питья, лёгкие слабительные и кровопускание. 
Для усиления — обильное питание, возбуждающие напитки (вино), мускус, тепло, свет, нашатырный спирт, камфару, эфир, опий — любые возбуждающие и укрепляющие средства.
К стеническим заболеваниям Браун относил ревматизм, пневмонию, корь, оспу, против которых он советовал кровопускание, слабительные и холод — средства, которые он считал расслабляющими.
Астенические заболевания, по Брауну, наиболее часты, до 75 процентов. К ним он относил подагру, колики, чуму и прочие.
По представлениям Брауна такая теория должна была превратить медицину из гадательного искусства в точную науку.
Система Брауна представляет собой дальнейшее развитие учения Гоффмана и Каллена. Нечто похожее уже ранее предлагалось учителем Брауна,
шотландским врачом Калленом, обосновавшим «нервный принцип» регуляции всех жизненных процессов. По мнению Каллена, все болезни можно свести к нарушениям функций нервной системы, проявляющиеся повышением или снижением «тонуса». «От неё зависят все отклонения душевной деятельности», — говорил он. Все нервные расстройства, характеризующиеся спазмами или атонией, он определял общим термином «невроз» (1776). Это было одностороннее и метафизическое истолкование
применительно к клинике и терапии.

#### Основатель англосакской терапии
Браун является одним из первых, кто основал англосакскую терапию. Она основана на лечении мясом, различными острыми приправами, алкогольными напитками, а также кровопусканием, слабительными и холодом. Таким образом, Брауна можно считать истинным основателем англосакской терапии: мясо, холод, алкоголь и опий.
Однажды, когда его сын Вильям заболел оспой, он не колеблясь стал действовать согласно своей теории — раздел его донага и выставил на холод.

## Наследие
Сын Брауны, Вильям Кэлен Браун, в 1804 году издал сочинения и биографию отца.
Джон Браун приходился дедом художнику  прерафаэлиту Форду Мэдоксу Брауну и прапрадедом романисту Форду Мэдоксу Форду.